# Rowland Hill
Sir Rowland Hill (Kidderminster, 3 dicembre 1795 – Hampstead, 27 agosto 1879) è stato un filatelista e funzionario britannico.

## Biografia
Rowland Hill fu un insegnante e un politico inglese, che nel 1839 attuò un'importante riforma postale. Egli introdusse  - primo al mondo – l'uso di una marca con cui affrancare la posta come prova del pagamento; per questo Hill è considerato l'inventore del francobollo, che lui introdusse in Gran Bretagna nel 1840, anno di emissione del famoso Penny Nero. Si interessò anche di tecniche di stampa, ottenendo un brevetto al riguardo degli stereotipi curvi da usare nelle macchine rotative

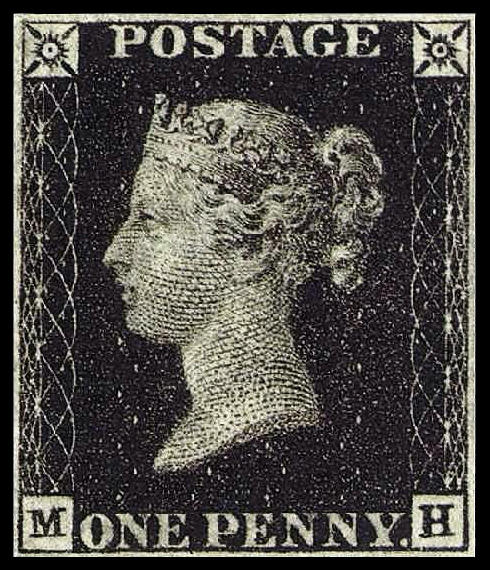
Il Penny Nero, primo francobollo del mondo (1840)

## Commemorazioni
Nel 1979, in occasione del centenario della morte di Rowland Hill, le amministrazioni postali di molti paesi commemorarono l'inventore del francobollo con l'emissione di valori postali dedicati. L'Italia emise un francobollo da 220 lire, realizzato dal Poligrafico dello Stato su bozzetto di Michele Arcangelo Iocca.